# Harrine Cederholm
Harrine Margareta Eugenia Cederholm, född 11 november 1925 i Sundbyberg, död 2011, var en svensk skådespelare.

## Filmografi
- 1945 – Tre söner gick till flyget
- 1946 – Djurgårdskvällar
- 1949 – Gatan
- 1999 – Il tempo dell'amore

### Fotnoter
1. ↑  ”Harrine Cederholm”. Svensk Filmdatabas. http://www.sfi.se/sv/svensk-filmdatabas/Item/?type=PERSON&itemid=61971&ref=%2ftemplates%2fSwedishFilmSearchResult.aspx%3fid%3d1225%26epslanguage%3dsv%26searchword%3dHarrine+Cederholm%26type%3dPerson%26match%3dBegin%26page%3d1%26prom%3dFalse. Läst 20 februari 2013.